# Puchar Europy Mistrzów Klubowych (1980/1981)
XXVI Puchar Europy Mistrzów Klubowych 1980/1981

(ang. European Champion Clubs' Cup)

## Runda wstępna
| Budapest Honvéd - Valletta FC 8:0 i 3:0 1 16.08 1980 1:0 Bodonyi 3, 2:0 Garaba 4, 3:0 Esterhazy 25, 4:0 Kocsis 43k, 5:0 Dajka 53, 6:0 Dajka 54, 7:0 Varga 83, 8:0 Varga 90 2 03.09 1980 1:0 Esterhazy 16, 2:0 Bodonyi 21, 3:0 Esterhazy 75 |

## I runda
| Linfield F.C. - FC Nantes 0:1 i 0:2 1 16.09 1980 0:1 Amisse 37 (mecz w Haarlem) 2 01.10 1980 0:1 Rampillon 17, 0:2 Trossero 60 |
| Aberdeen - Austria Wiedeń 1:0 i 0:0 1 17.09 1980 1:0 McGee 31 2 01.10 1980 |
| Club Brugge - FC Basel 0:1 i 1:4 1 17.09 1980 0:1 Maissen 65 2 01.10 1980 1:0 Ceulemans 4, 1:1 Tanner 14, 1:2 Stonier 48k, 1:3 von Wartburg 55, 1:4 Geisser 81 |
| CSKA Sofia - Nottingham Forest 1:0 i 1:0 1 17.09 1980 1:0 Jonczew 70 2 01.10 1980 1:0 Kerimow 34 |
| Dynamo Berlin - APOEL FC 3:0 i 1:2 1 17.09 1980 1:0 Terletzki 51, 2:0 Trieloff 72, 3:0 Schulz 87 2 01.10 1980 0:1 Haitis 39, 0:2 Petrow 48, 1:2 Seier 86 |
| Dinamo Tirana - AFC Ajax 0:2 i 0:1 1 17.09 1980 0:1 Arnesen 69, 0:2 Arnesen 89 2 01.10 1980 0:1 Lerby 80k |
| Inter Mediolan - CS Universitatea Craiova 2:0 i 1:1 1 17.09 1980 1:0 Altobelli 8k, 2:0 Altobelli 60 2 01.10 1980 1:0 Muraro 8, 1:1 Beldeanu 18 |
| Jeunesse Esch - Spartak Moskwa 0:5 i 0:4 1 17.09 1980 0:1 Gawriłow 1, 0:2 Gawriłow 31, 0:3 Chidijatulin 43, 0:4 Gawriłow 68, 0:5 Jarcew 84 2 01.10 1980 0:1 Pigot 15s, 0:2 Rodionow 24, 0:3 Gawriłow 40, 0:4 Jarcew 88                                                                             |
| Limerick United - Real Madryt 1:2 i 1:5 1 17.09 1980 1:0 Kennedy 51, 1:1 Juanito 71k, 1:2 Pineda 85 (mecz w Dublinie) 2 01.10 1980 0:1 Santillana 15, 0:2 Juanito 31, 1:2 Kennedy 43, 1:3 Angel 68, 1:4 Cunningham 70, 1:5 Pineda 83                                                               |
| Olympiakos SFP - Bayern Monachium 2:4 i 0:3 1 17.09 1980 0:1 Dremmler 22, 1:1 Galakos 26, 1:2 K.H. Rummenigge 57, 1:3 Dremmler 63, 1:4 Kraus 66, 2:4 Ardizoglou 82 2 01.10 1980 0:1 D. Hoeness 2, 0:2 K.H. Rummenigge 7, 0:3 Janzon 68k                                                            |
| Oulun Palloseura - Liverpool 1:1 i 1:10 1 17.09 1980 0:1 McDermott 15, 1:1 Puotiniemi 81 2 01.10 1980 0:1 Souness 5, 0:2 Souness 24, 0:3 McDermott 29, 0:4 McDermott 41, 1:4 Armstrong 47, 1:5 Souness 53k, 1:6 Lee 54, 1:7 R. Kennedy 66, 1:8 Fairclough 68, 1:9 Fairclough 81, 1:10 McDermott 84 |
| Sporting CP - Budapest Honvéd 0:2 i 0:1 1 17.09 1980 0:1 Bodonyi 50, 0:2 Nagy 65 2 01.10 1980 0:1 Dajka 38 |
| Trabzonspor - Szombierki Bytom 2:1 i 0:3 1 17.09 1980 1:0 Sinan 36, 2:0 Tunçay 54, 2:1 J. Wieczorek 87 2 01.10 1980 0:1 Byś 17, 0:2 Ogaza 80, 0:3 Sroka 89k |
| Viking FK - FK Crvena zvezda 2:3 i 1:4 1 17.09 1980 1:0 Svendsen 30, 2:0 Saboe 50, 2:1 Petrović 70, 2:2 Brekke 77s, 2:3 Repčić 80 2 01.10 1980 0:1 B. Dżurovski 21, 0:2 Janjanin 24, 0:3 Petrović 29, 0:4 Stamenković 58, 1:4 Brekke 58s                                                           |
| ÍB Vestmannaeyja - Baník Ostrawa 1:1 i 0:1 1 17.09 1980 1:0 Thorleifsson 28, 1:1 Danek 42 2 01.10 1980 0:1 Vojaček 31 |
| Halmstads BK - Esbjerg fB 0:0 i 2:3 1 17.09 1980 2 01.10 1980 0:1 Iversen 9, 0:2 Lauridsen 24, 1:2 Johansson 31, 1:3 Nielsen 49, 2:3 Larsson 89 |

## II runda
| FC Nantes - Inter Mediolan 1:2 i 1:1 1 22.10 1980 0:1 Altobelli 12, 1:1 Rio 69k, 1:2 Prohaska 85 2 05.11 1980 0:1 Altobelli 29, 1:1 Amisse 75                                                                                                   |
| Real Madryt - Budapest Honvéd 1:0 i 2:0 1 22.10 1980 1:0 Santillana 22 2 05.11 1980 1:0 Cunningham 26, 2:0 Hernández 82 |
| Bayern Monachium - AFC Ajax 5:1 i 1:2 1 22.10 1980 0:1 Arnesen 37, 1:1 Dürnberger 45, 2:1 K.H. Rummenigge 51, 3:1 D.Hoeness 80, 4:1 K.H. Rummenigge 82, 5:1 D.Hoeness 90 2 05.11 1980 0:1 Wegemanns 16, 0:2 Rijkaard 18, 1:2 K.H. Rummenigge 81 |
| Aberdeen - Liverpool 0:1 i 0:4 1 22.10 1980 0:1 McDermott 5 2 05.11 1980 0:1 Miller 38 s, 0:2 Neal 44, 0:3 Dalglish 58, 0:4 Hansen 72 |
| CSKA Sofia - Szombierki Bytom 4:0 i 1:0 1 22.10 1980 1:0 Jonczew 22, 2:0 Jonczew 58, 3:0 Jonczew 60, 4:0 Zdrawkow 75 2 05.11 1980 1:0 Dżewizow 52                                                                                               |
| Baník Ostrawa - Dynamo Berlin 0:0 i 1:1 1 22.10 1980 2 05.11 1980 1:0 Knapp 33k, 1:1 Troppa 58k |
| Spartak Moskwa - Esbjerg fB 3:0 i 0:2 1 22.10 1980 1:0 Chidijatulin 19, 2:0 Szawło 39, 3:0 Chidijatulin 70 2 05.11 1980 0:1 Lauridsen 47, 0:2 Iversen 72                                                                                        |
| FC Basel - FK Crvena zvezda 1:0 i 0:2 1 22.10 1980 1:0 Lauscher 33 2 05.11 1980 0:1 Repčić 6, 0:2 Janjanin 18 |

## 1/4 finału
| Liverpool - CSKA Sofia 5:1 i 1:0 1 04.03 1981 1:0 Souness 16, 2:0 Lee 45, 3:0 Souness 51, 3:1 Jonczew 60, 4:1 Souness 79, 5:1 McDermott 65 2 18.03 1981 1:0 Johnson 11                          |
| Bayern Monachium - Baník Ostrawa 2:0 i 4:2 1 04.03 1981 1:0 Janzon 48, 2:0 Breitner 90k 2 18.03 1981 1:0 D.Hoeness 8, 2:0 Kraus 26, 3:0 Rober 32, 4:0 Dürnberger 38, 4:1 Némec 69, 4:2 Lička 71 |
| Inter Mediolan - FK Crvena zvezda 1:1 i 1:0 1 04.03 1981 1:0 Caso 44, 1:1 Repčić 75 2 18.03 1981 1:0 Muraro 13                                                                                  |
| Spartak Moskwa - Real Madryt 0:0 i 0:2 1 04.03 1981 (mecz w Tbilisi) 2 19.03 1981 0:1 Diaz 69, 0:2 Pineda 78                                                                                    |

## 1/2 finału
| Liverpool - Bayern Monachium 0:0 i 1:1 1 08.04 1981 2 22.04 1981 1:0 R. Kennedy 83, 1:1 K.H. Rummenigge 88     |
| Real Madryt - Inter Mediolan 2:0 i 0:1 1 08.04 1981 1:0 Santillana 28, 2:0 Juanito 47 2 22.04 1981 0:1 Bini 57 |

## Finał
| 27 maja 1981 Paryż Parc des Princes (48 360) Liverpool - Real Madryt 1:0 (0:0) Sędzia: Károly Palotai (Węgry) Bramki: 1:0 Alan Kennedy 82 Żółte kartki: R.Kennedy / Stielike Liverpool Football Club (trener Bob Paisley): Ray Clemence - Phil Neal, Phil Thompson (kapitan), Alan Hansen, Alan Kennedy, Sammy Lee, Terry McDermott, Graeme Souness, Ray Kennedy, Kenny Dalglish (87 Jimmy Case), David Johnson Real Madrid Club de Fútbol (trener Vujadin Boškov): Agustin Rodriguez - Rafael Garcia Cortes (87 Francisco Pineda), Antonio Garcia Navajas, Andres Sabido, Vicente Del Bosque, Angel De los Santos, José Camacho, Uli Stielike, Juanito, Carlos Santillana, Laurie Cunningham |